# Danilewiczowie herbu Ostoja

Herb Ostoja, wersja średniowieczna.

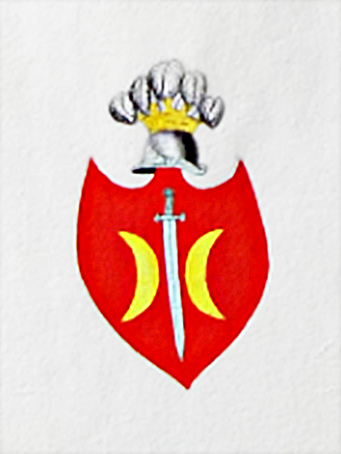
Herb Ostoja Danilewiczów z wpisu do Ksiąg Szlachty Guberni Wołyńskiej z 1802 roku.

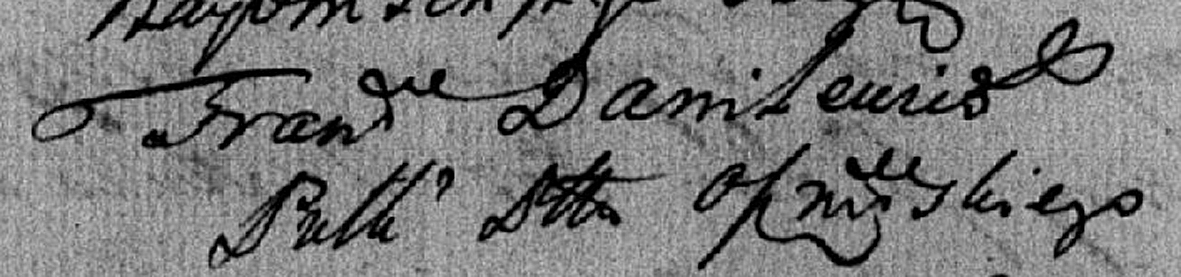
Autograf Franciszka Danilewicza, pułkownika pow. oszmiańskiego, złożony pod listem do jednego z książąt Radziwiłłów.

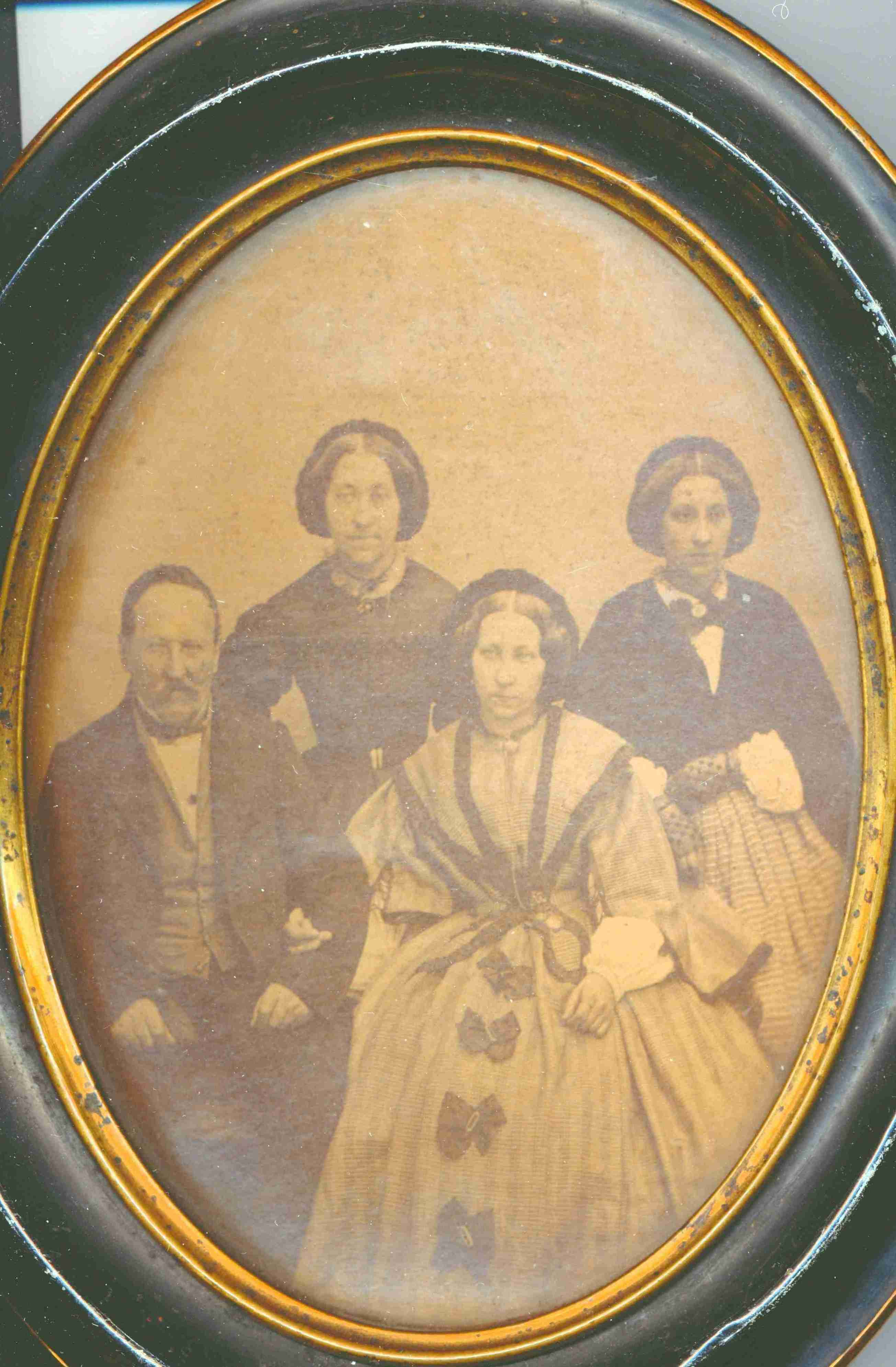
Wincenty Danilewicz (1787–1878) z córkami, fotografia z około 1850 roku. Waleria Danilewicz – druga od prawej (siedzi), stoją z tyłu: Aneta i Julia.

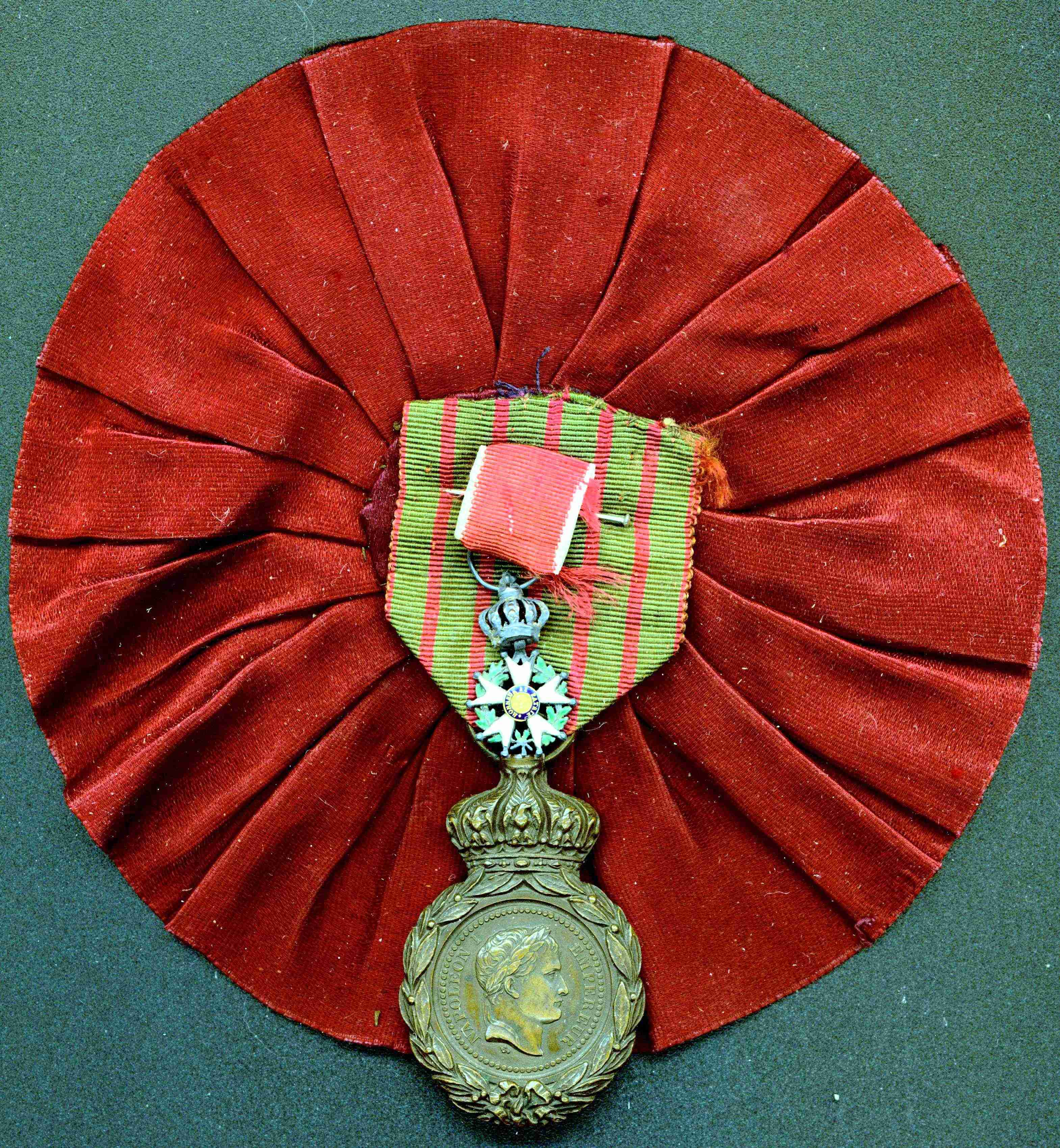
Order Legii Honorowej Wincentego Danilewicza.

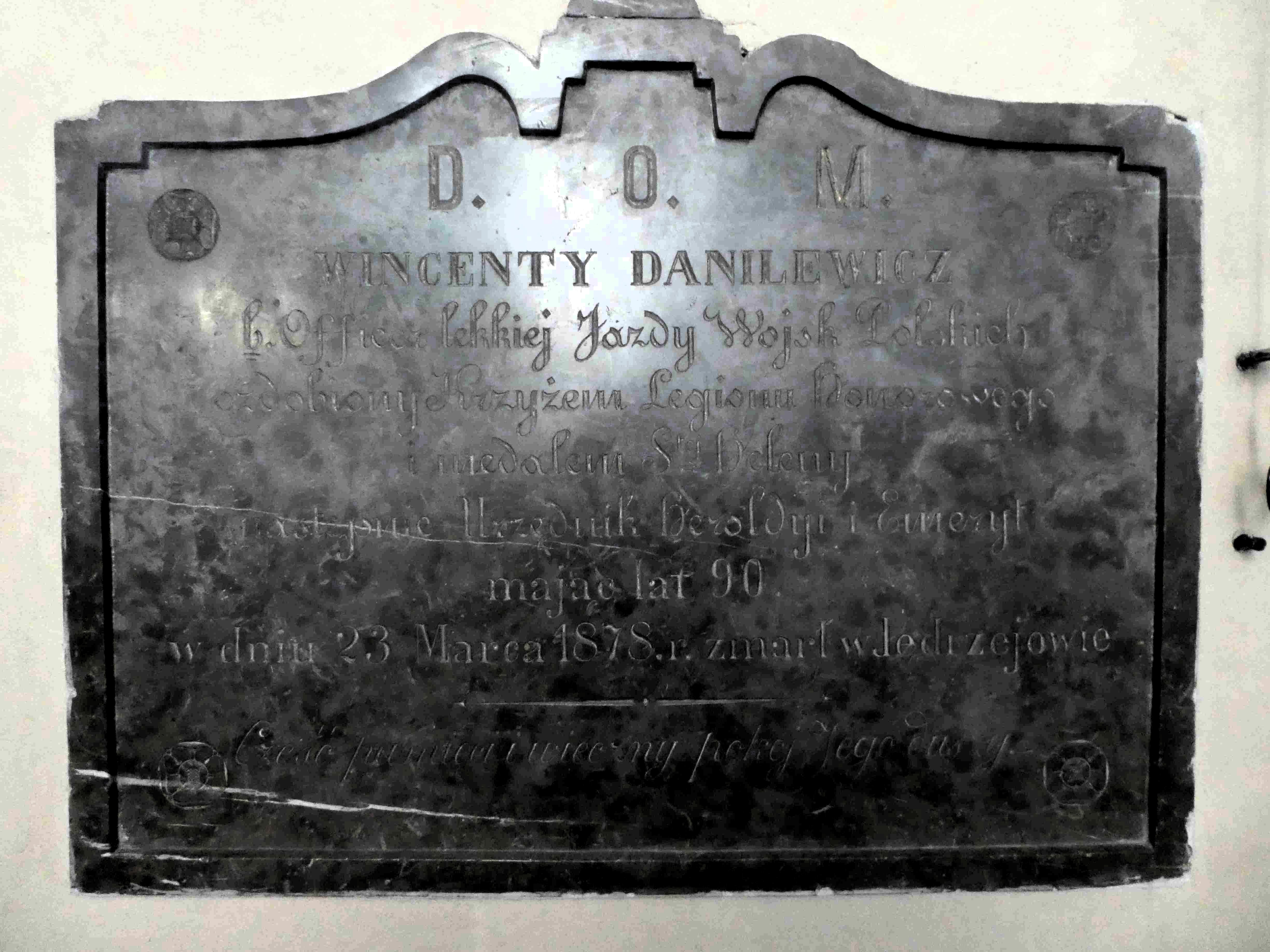
Epitafium Wincentego Danilewicza w Kościele Trójcy Świętej w Jędrzejowie – fot. Andrzej Sokołowski, listopad 2018 roku.

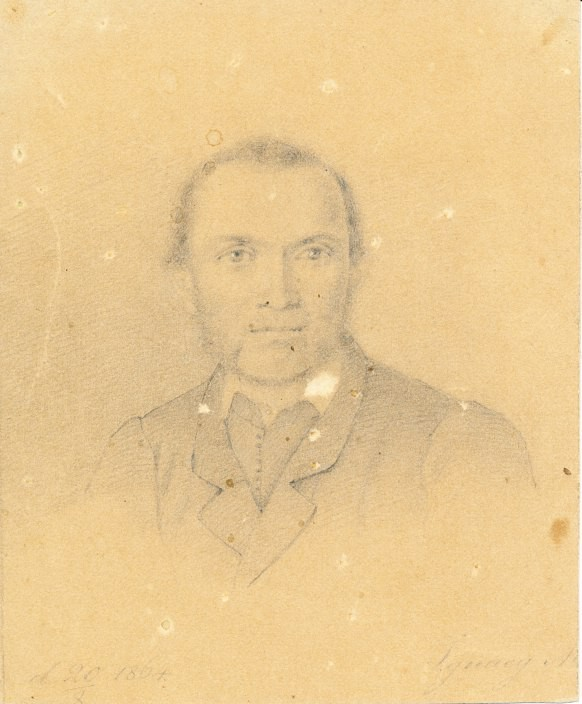
Rajmund Masłowski, mąż Walerii Danilewicz. Rysunek z 1864 roku nieznanego autora.

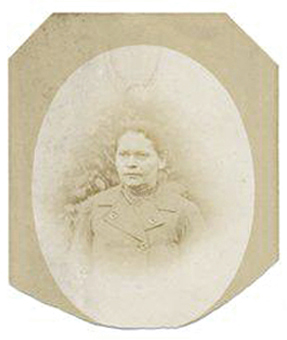
Franciszka z Krupińskich h. Jelita, druga małżonka Karola Danielewicza.

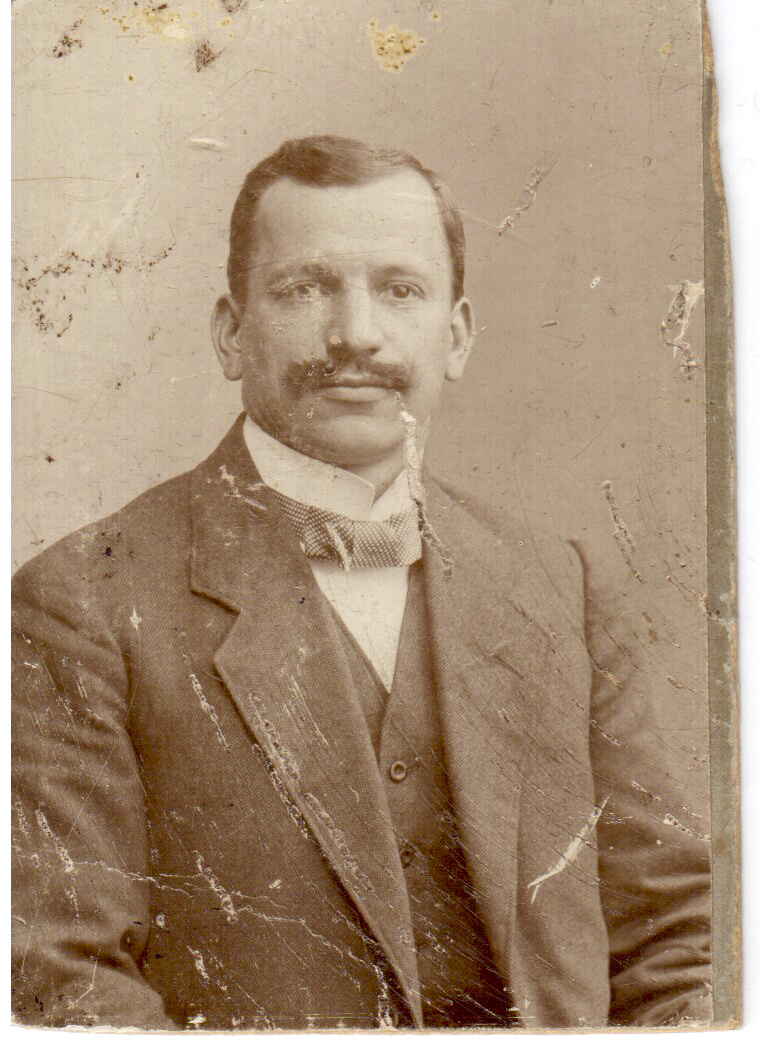
Józef Ostoja Danielewicz.

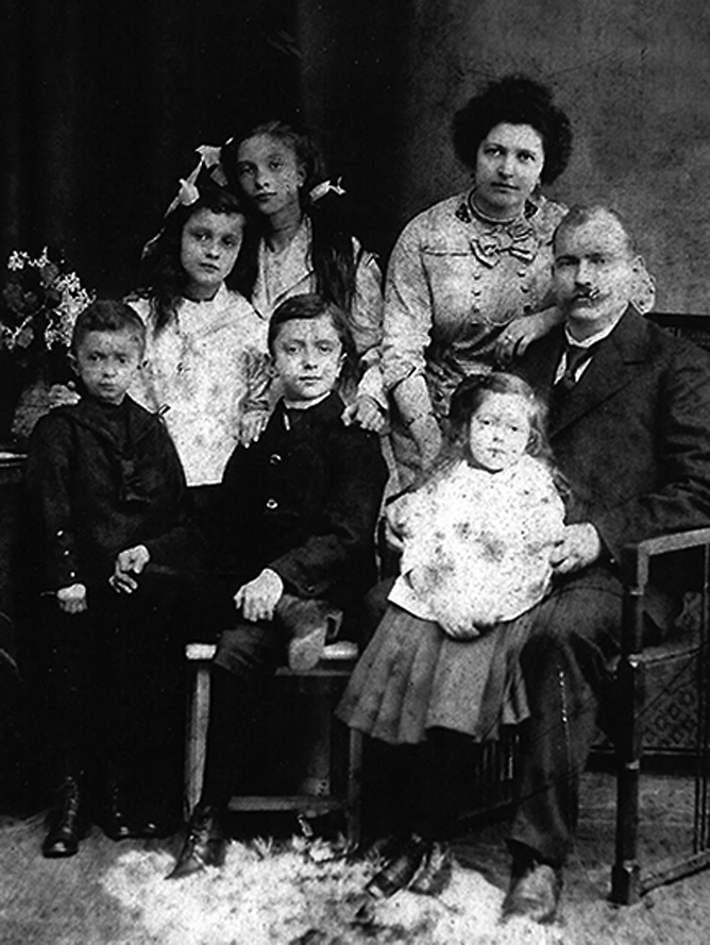
Agnieszka z Danilewiczów i Rudolf małżonkowie Koppitzschowie z dziećmi.

Danilewicze (Danielewicze) – ród szlachecki pochodzący z Wielkiego Księstwa Litewskiego, pieczętujący się herbem Ostoja, należący do heraldycznego rodu Ostojów (Mościców). Danilewicze wspomnieni zostali przez Kaspra Niesieckiego w Herbarzu Polskim.

## Najstarsze świadectwaźródłowedotyczące pochodzenia rodu
- Etymologia powstania nazwiska wskazuje na pochodzenie od biblijnego imienia Daniel[10]. Danilewicz (Danielewicz) jest nazwiskiem patronimicznym.

- Adam Boniecki w Poczcie rodów w Wielkim Księstwie Litewskim w XV i XVI wieku wymienia osoby, z których każda mogła należeć do Danilewiczów lub dać początek rodowi tego nazwiska. Boniecki wspomina m.in.: Jeska Danilewicza, bojara (którego ojcu Daniłowi Girdewiczowi kniaź Semen Romanowicz Kobryński nadał wieś Pryszychwosty), Iwaszka i Fedora Danilewiczów, synów Iwana, dworzan królewskich, Iwana i Semena Danilewiczów, synów bojara Daniła Iwanowicza (któremu kniaź Fedor Jarosławicz Piński nadał w 1507 roku wieś Połkotycze)[11]. Według Bonieckiego Danilewicze prawdopodobnie pochodzą od wyżej wymienionego Iwaszka Iwanowicza Danilewicza, dworzanina królewskiego, który otrzymał w 1511 roku od króla Zygmunta Starego wsie Nieżyłowy i Teszyłowy. Iwaszko i jego brat Fedor (także dworzanin królewski w 1523 roku) dostarczali na ekspedycje wojenne trzech zbrojnych konno z własnych dóbr[12][11][9].

- Wśród urzędników połockich wymieniany jest Iwaszko Danilewicz, który pełnił funkcję namiestnika starosty połockiego Bohdana Sakowicza między 1477 a 1484 rokiem[13].

- Dr Jan Ciechanowicz przywołuje (w tomie II dzieła pt. Rody rycerskie Wielkiego Księstwa Litewskiego) dokument dotyczący dziejów rodziny Danilewiczów. Autor, powołując się na zapisy w aktach grodzkich połockich, cytuje skargę Katarzyny ze Starosielskich Danilewiczowej, z lipca 1667 roku, w której pisała ona co następuje:

Przybywszy z krajów litewskich, z wygnania moskiewskiego w w-wo połockie, do majętności swych, w w-wie połockim leżącey Chrołcewicz y Połciewa, w w-wie witebskim leżące, w tym roku 1667, po szczęśliwey rekuperacy zamków połockich y witebskich z rąk moskiewskich, o tym, iż gdy żałujące, czasu inkursu moskiewskiego, będąc wygnani z kraiów ruskich, różni po różnych województwach y powiatach w Wielkim Xięstwie Litewskim, unosząc zdrowie swe, przemieszkiwając, po tym przed szczęśliwie zawartym pokojem z carem moskiewskim, w powiecie oszmiańskim, w majętności jmci pana Pawła Danilewicza, sędziego ziemi wileńskiej, z małżonkiem swym zeszłym panem Alexandrem Danilewiczem, we dworze, nazwanym Leszney, przez czas niemały przemieszkiwali. Gdzie w tym roku 1667, dnia marca 4 dnia, zeszły pan Danilewicz, mając swoje niektóre sprawy, do Wilna, na roczki marcowe jechał. Tamże będąc od Pana Boga ciężką chorobą obłożną nawiedzony, powracając z Wilna, przyjeżdżając ku karczmie Murowaney, śmiercią z tego świata, w niewiadomości małżonki zszedł. Więc czeladnik imieniem Stanisław Kopciewicz, natenczas do Wilna z zeszłym p. Danilewiczem jeździł, one ciało, jako w drodze zmarłe p. Danilewicza do karczmy Murowaney wwiózłszy, zanocował. Tamże, przez nieopatrzność tego czeladnika, wszystkie rzeczy, w saniach przy tym ciele będące, pokradzione.

- Nie jest znana data przystąpienia rodziny Danilewiczów (Danielewiczów) do rodu heraldycznego Ostojów (Mościców). Mogło to nastąpić w XVI wieku.

## Majątki ziemskie należące do rodu
Poniżej wymienione są ważniejsze dobra ziemskie należące do Danilewiczów herbu Ostoja.
Nieżyłowy, Teszyłowy, Chrołcewicze, Połciew, Tułowo, Leszna, Nosiłów, Kolendzin, Świrany, Bolniki, Wierzchówka, Zanarocz (alias Koziniec), Wielkie Sioło, Uzła Wielka, Ołseta, Sakowicze, Korciany, Multanka, Średnik, Bohdanów, Pierzchaiły, Bukaty, Dziertyniki, Poludy, Kozierowce, Rymowicze, Nowosady, Dziesiętniki, Dowkniewicze, Goreckowszczyzna, Hołoblewszczyzna, Jachimowszczyzna, Danilewicze, Sulżyn, Sokoleńszczyzna, Lewszany, Gudziany, Piełaniszki, Skierzabola, Szłowin, Kalniszki.

## Przedstawiciele rodu
- Jerzy Danielewicz (1595-1652) – ksiądz katolicki, jezuita, profesor teologii moralnej, prefekt szkół jezuickich, spowiednik księcia Zygmunta Karola Radziwiłła[37].

- Paweł Danilewicz (zm. 1667) – dziedzic dóbr Leszna, sędzia ziemski wileński w latach 1649-1667, podsędek wileński w latach 1646-1649, cześnik lidzki w latach 1642-1646, sędzia grodzki wileński w latach 1641-1646, starosta inturski[38], był elektorem Jana II Kazimierza Wazy z województwa wileńskiego. Jego małżonką była Zofia Duninówna Kitlicka[39].

- Samuel Danilewicz (zm. po 1670) – rotmistrz brasławski, dziedzic dóbr Tułowo[15]. Dobra te przekazał synowi Janowi w 1670 roku[16].

- Roman Jan Danilewicz (zm. 1685) – właściciel dóbr Świrany, zastawny posiadacz majątku Korciany, podkomorzy oszmiański, chorąży oszmiański, podstoli oszmiański, starosta inturski, poseł na Sejm I Rzeczypospolitej. Posłował na Sejm elekcyjny w 1669 roku[40] oraz w 1674 roku[41][42]. Roman Danilewicz wstępował w związki małżeńskie dwukrotnie. Jego pierwszą żoną była Zofia Bartoszewska. Poprzez drugie małżeństwo Danilewicz związał się z magnacką rodziną litewską Paców herbu Gozdawa[43]. Poślubił w roku 1670 Katarzynę, córkę Hieronima Dominika Paca (syna Piotra, wojewody trockiego) i Anny Wojnianki[20].

- Adam Karol Danilewicz (zm. przed 1686) – właściciel dóbr Wielkie Sioło wraz z osadami Mamony i Matyszki[44], sędzia grodzki wileński. Był synem Pawła Danilewicza, sędziego ziemskiego wileńskiego. Jego małżonką była Leonia Konstancja Hertzdorf[31].

- Mikołaj Danilewicz (zm. po 1699) – dziedzic dóbr Wierzchówka, Ołseta i innych, miecznik wiłkomierski, podsędek wiłkomierski, podstarości wiłkomierski[45], elektor króla Michała Korybuta Wiśniowieckiego.

- Michał Danilewicz (zm. po 1703) – dziedzic dóbr Średnik, Bohdanów, Sulżyn i innych, starosta płotelski, komisarz sejmowy w 1703 roku. Był synem Romana Jana Danilewicza, podkomorzego oszmiańskiego, starosty inturskiego i Katarzyny Pac. Jego małżonką była Eleonora Zenowicz[46]. W roku 1758, jego wnuk Jan Danilewicz sprzedał część Sulżyna (odziedziczoną po ojcu Konstantym)[31].

- Paweł Danilewicz (zm. po 1706) – podkomorzy wendeński[18].

- Józef Antoni Danilewicz (zm. przed 1711) – podkomorzyc wendeński, koniuszy oszmiański. W roku 1705 został nominowany na urząd koniuszego oszmiańskiego po śmierci Krzysztofa Szymkowicza[47].

- Michał Danilewicz (zm. po 1721) – ziemianin królewski wojew. mińskiego, dziedzic dóbr Sakowicze. Dobra te (odziedziczone po stryju Gabrielu) przekazał synowi Franciszkowi w 1721 roku. Był synem Michała Danilewicza, starosty płotelskiego[16].

- Teresa Danilewicz (zm. 1723) – była małżonką Krzysztofa Franciszka Sulistrowskiego, chorążego i podstolego oszmiańskiego[48], marszałka konfederacji litewskiej (1716-1717), zmarłego w 1737 roku[49]. Teresa była córką Romana Danilewicza, podkomorzego oszmiańskiego i Katarzyny z Paców[20].

- Onufry Danilewicz (zm. przed 1741) – kapitan wojsk królewskich, dziedzic dóbr Tułowo. Był synem Jana i Łucji z Białonowiczów[16].

- Franciszek Stefan Danilewicz (zm. po 1744) – dziedzic dóbr Bohdanów, Danilewicze i innych, starosta płotelski. Był synem Michała Danilewicza, starosty płotelskiego i Eleonory Zenowiczówny. Żoną Franciszka Stefana Danilewicza była Anna Nowkuńska[31].

- Józef Danilewicz (zm. po 1750) – dziedzic Sokoleńszczyzny, skarbnik kowieński. W roku 1750 sporządził testament, w którym zapisał majątek swoim synom – Kazimierzowi i Leonowi, zobowiązując ich do spłacenia starszych braci Tadeusza i Józefa[32].

- Marcin Danilewicz (zm. po 1750) – skarbnik kowieński, dziedzic dóbr Sokoleńszczyzna. Był synem Józefa Danilewicza[32].

- Onufry Danilewicz, właśc. Kazimierz Aleksander Danilewicz (1695-1753) – ksiądz katolicki, trynitarz, lektor (profesor) filozofii oraz teologii scholastycznej i dogmatycznej, przełożony (minister) klasztoru w Wilnie na Antokolu,  definitor polskiej prowincji zakonnej, pisarz ascetyczny, historyk i kronikarz swego zakonu[50][51][52].

- Franciszek Tadeusz Danilewicz (zm. po 1766) – chorąży oszmiański, pułkownik generalny pow. oszmiańskiego wojsk Wielkiego Księstwa Litewskiego. Był synem Franciszka Stefana Danilewicza, starosty płotelskiego i Anny z Nowkuńskich. Jego żoną była Aniela Mirska. W roku 1764 podpisał wraz z synem Michałem w Wilnie akt konfederacji stanów Wielkiego Księstwa Litewskiego.

- Dominik Danilewicz (zm. po 1773) – łowczy smoleński[53], dziedzic dóbr Tułowo. Był synem Onufrego, kapitana wojsk królewskich. W roku 1768 Dominik Danilewicz wraz z synami: Janem, Antonim, Franciszkiem i Piotrem oraz bratem Janem, chorążym wojsk koronnych i bratankiem Michałem, sprzedali majątek Tułowo Pociejom[16].

- Tadeusz Danilewicz (zm. po 1788) – dziedzic dóbr Gudziany, Lewszany, Piełaniszki, Skierzabola, landwójt trocki, komisarz prowiantowy trocki[54], rotmistrz województwa trockiego[55][56]. Jego małżonką była Petronela z Sopoćków. W roku 1777 odstąpił Gudziany i Lewszany synom: Szymonowi, rotmistrzowi trockiemu, Wincentemu i Józefowi[32].

- Michał Danilewicz (zm. po 1790) – chorąży petyhorski, sędzia grodzki smoleński, elektor króla Stanisława Augusta. Był synem Franciszka Tadeusza Danilewicza, chorążego oszmiańskiego i Anieli z Mirskich.

- Szymon Danilewicz (zm. po 1790) – dziedzic dóbr Gudziany, Lewszany[32], Piełaniszki, rotmistrz trocki w 1774 roku[34]. Był synem Tadeusza, rotmistrza trockiego[32]. Jego małżonką była Eugenia Randamańska[34].

- Jozafata Danilewicz (zm. po 1792) – córka Franciszka Tadeusza Danilewicza, chorążego oszmiańskiego. Była małżonką Jana Pakosza, sędziego grodzkiego smoleńskiego, pisarza grodzkiego i ziemskiego połockiego[57].

- Michał Danilewicz (zm. po 1795) – podkomorzy zawilejski. Dnia 9 IV 1793 roku wykonał w cerkwi w Miadziole przysięgę na wierne poddaństwo Najjaśniejszej Imperatorowej JejM[58].

- Julian Danilewicz (zm. po 1795) – rotmistrz oszmiański w 1795 roku. Był synem Antoniego. Jego rodzina osiedlona była we wsi Kozłowszczyzna[59].

- Józef Danilewicz (zm. po 1804) – kapitan wojsk polskich. W roku 1804 sprzedał swoją część w Lewszanach. Był synem Szymona Danilewicza, rotmistrza trockiego[60].

- Antoni Danilewicz (zm. po 1817) – dziedzic dóbr Lewszany, główny strażnik komory trockiej, komornik rzeczycki w 1798 roku. Był synem Szymona, rotmistrza trockiego. Jego małżonką była Katarzyna Kandratowicz[34]. Majątek w Lewszanach sprzedał w 1817 roku[32].

- Józef Danilewicz (zm. po 1832) – właściciel dóbr Szłowin z wsią Kalniszki, porucznik wojsk rosyjskich[36]. Był synem Tadeusza[60].

- Adolf Danilewicz (zm. po 1859) – dziedzic dóbr Szłowin z wsią Kalniszki, radca kolegialny. Był synem Józefa, porucznika wojsk rosyjskich[36]. Wraz z braćmi – Janem i Tadeuszem zostali wylegitymowani ze szlachectwa w guberni wileńskiej w roku 1819[60].

- Wincenty Danilewicz (1787-1878) – żołnierz napoleoński, szwoleżer, brał udział w wojnach napoleońskich, za co został odznaczony francuskim orderem Legii Honorowej. Ożeniony był z Franciszką Grunwald.

- Waleria Józefa Katarzyna Danilewicz (1828-1881) – córka Wincentego i Franciszki Grunwald. Jej mężem był Rajmund Filip Masłowski h. Samson, prawnik, naczelnik okręgu chęcińskiego w okresie powstania styczniowego[61].

- Jan Danilewicz (zm. 1893) – dziedzic dóbr Szłowin z wsią Kalniszki, radca tytularny w latach 1859–1873. Zmarł 16 I 1893 roku w Wilnie. Był synem Józefa, porucznika wojsk rosyjskich. Jego żoną była Eufrozyna z Pizanich[36].

- Teofil Danilewicz (1832-1901) – dziedzic dóbr Szłowin z wsią Kalniszki, pułkownik. Zmarł 2 III 1901 roku w Wilnie, pochowany na Rossie. Był synem Józefa, porucznika wojsk rosyjskich[36].

- Antoni Danielewicz (Danilewicz) (1888-1937/8) – zamordowany przez NKWD za kontrrewolucyjną działalność i agitację na rzecz państwa polskiego (27 XII 1937 roku zapadła decyzja o rozstrzelaniu Danilewicza). Działał na terenie Wołynia. Był przeciwnikiem kołchozów. Jak wynika, z dokumentów śledczych NKWD wielokrotnie przekraczał granicie pomiędzy Polską a ZSRR. Dostarczał do rodzinnej Wróblówki (koło Cudnowa) towary spożywcze oraz gospodarcze. Jego działalność uznawana była przez NKWD za kontrabandę. Był synem Karola Danielewicza, handlowca i Feliksy z Bańkowskich. Jego brat Stanisław został zesłany na Syberię[62].

- Zofia Danilewicz-Stysiak (1922-2013) – stomatolog, prof. dr hab. n. med., dyr. Instytutu Stomatologii Akademii Medycznej w Łodzi.